# Roskilde község
Roskilde község (dánul: Roskilde Kommune) Dánia 98 községének (kommune, helyi önkormányzattal rendelkező közigazgatási egység) egyike.
A 2007. január 1-jén életbe lépő közigazgatási reform során hozzá csatolták a korábbi Gundsø és Ramsø községeket is.

## Települések
Települések és népességük:
- Gadstrup (1854)
- Gundsølille (241)
- Gundsømagle (2272)
- Havdrup (2 - csak a település egy része)
- Herringløse (418)
- Jyllinge (10056)
- Roskilde (53354)
- Snoldelev (655)
- Store Valby (398)
- Svogerslev (4254)
- Veddelev (1156)
- Viby (4568)
- Vindinge (2088)
- Vor Frue (643)
- Ågerup (1363)

### Külső hivatkozások
- Hivatalos honlap (dán, angol)